# Sven Mortimer
Sven Mortimer Carlsson Mortimer, ursprungligen Sven Mortimer Carlsson, född 17 december 1888 i Göteborgs Masthuggs församling, död 14 juli 1952, var en svensk elektroingenjör. Han var far till Gunnar Mortimer.
Mortimer, som var son till sjökapten August Mortimer Carlsson och Charlotta Fredrika Johansson, var utexaminerad civilingenjör. Han hade tidigare varit bland annat chef för Graham Brothers filial i Kiev och efterträdde 1928 Fritz Forsman som föreståndare för Gävle stads elektricitetsverk och spårvägar, en befattning som han innehade till 1947.